# Maurice Schumann
Ne doit pas être confondu avec l'homme d'État français Robert Schuman, ni avec le compositeur allemand Robert Schumann.
Pour les articles homonymes, voir Schumann (homonymie).
Maurice Schumann, né Jacques Schumann le 10 avril 1911 à Paris et mort le 9 février 1998 dans la même ville est un homme d'État, journaliste et écrivain français.
Il rejoint le général de Gaulle à Londres dès juin 1940, et devient le porte-parole de la France libre. Il en est la voix sur Radio Londres durant tout le conflit.
À la fois fidèle gaulliste, démocrate chrétien et européen convaincu, c'est un des fondateurs du Mouvement républicain populaire, dont il est le premier président. Député du Nord pendant trente ans puis sénateur pendant quinze ans, il est plusieurs fois nommé ministre d’État dans les gouvernements de Georges Pompidou et conclut son parcours gouvernemental comme ministre des Affaires Étrangères (1969-1973).
Il est élu à l'Académie française en 1974.

## Jeunesse

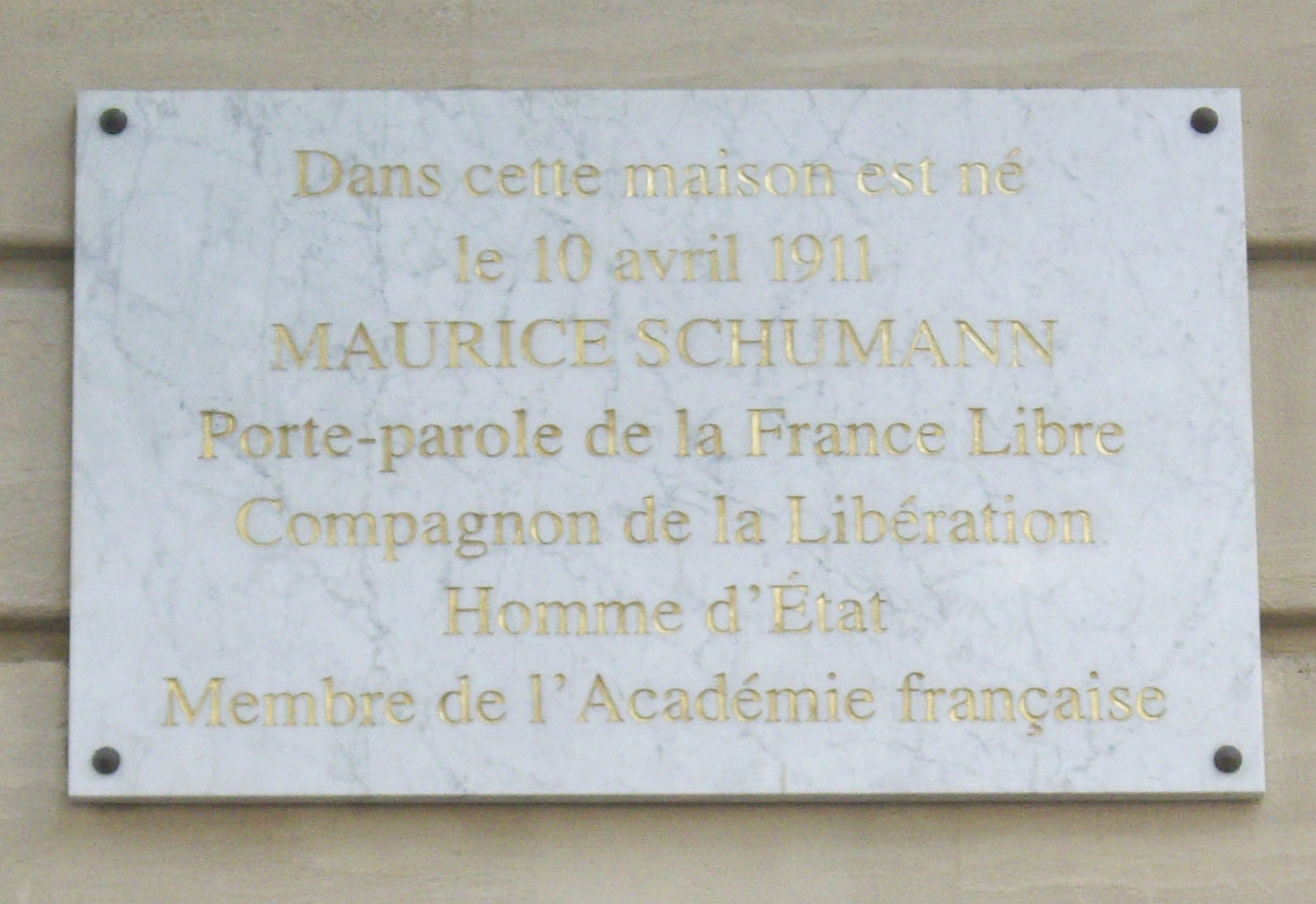
Plaque 10 place Victor-Hugo (16e arrondissement de Paris), où il est né.

Maurice Schumann est le fils d'un industriel du textile d'origine juive alsacienne et de Thérèse Michel, fille du docteur Maurice Michel, de Namur.
Maurice Schumann étudie aux lycées Janson-de-Sailly et Henri-IV, puis à la Sorbonne (faculté des lettres de Paris). Il obtient une licence de philosophie et étudie à l'École libre des sciences politiques.
Il entre dans le journalisme à l'Agence Havas dès la fin de ses études (1935-1939), ses articles étant publiés dans Grand Reportage, où il exerce la fonction de chef-adjoint, et dans Sept (sous la signature d'André Sidobre ou de Maurice Jacques), Temps présent, La Vie intellectuelle, l’Aube, Réalités et entreprise où il est éditorialiste de politique étrangère.
Il épouse Lucie Daniel (1920-2014), avec qui il a trois filles :
- Christine, née le 12 septembre 1945 et décédée le14 juillet 2025[6],
- Laurence, née en février 1948,
- Béatrice, née en mars 1951.

Avant la guerre, il est membre de la Section française de l'Internationale ouvrière (SFIO).

## Résistance
Engagé volontaire en 1939 en tant qu'interprète militaire auprès du Corps expéditionnaire britannique, il s'embarque à Saint-Jean-de-Luz pour l'Angleterre le 21 juin 1940 à bord du navire polonais MS Batory et, muni d’une lettre de recommandation de Daniel-Rops, l’éditeur de La France et son armée, rejoint le général de Gaulle. Il devient le porte-parole de la France libre. Sa voix est régulièrement entendue dans l'émission Honneur et Patrie sur les ondes de Radio Londres. Il y intervient plus de 1 000 fois entre le 17 juillet 1940 et le 30 mai 1944.

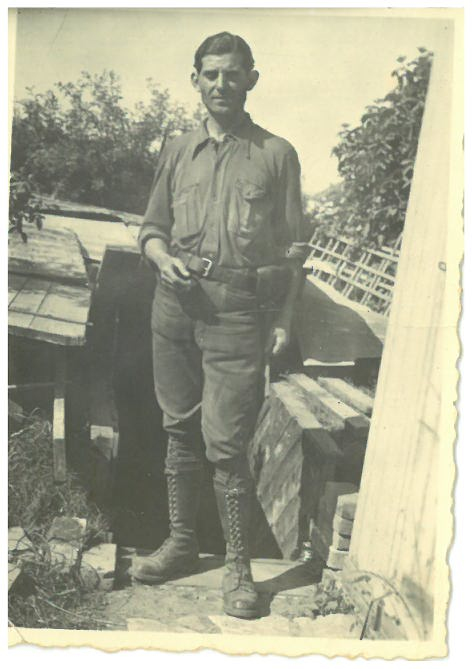
André Berthaud, le premier Français que rencontre Maurice Schumann. Collection Mickaël Berthaud

Il quitte Londres en 1944 pour prendre part à la bataille de France, d’abord avec l’armée britannique, puis avec la 2e D.B., sous les ordres du général Pierre Billotte. Il débarque le 6 juin à Asnelles, en Normandie, avec la mission d'assurer la liaison avec les Forces françaises de l'intérieur. Il est accueilli par André Berthaud, dont le jardin jouxte la plage d'Asnelles. André Berthaud est ainsi le premier Français sur le sol de France que Schumann rencontre. Il tombe sous le charme de ce petit village et décide que c'est l'endroit où il sera enterré.
Le 11 juin, il profite d'une conférence de presse sur la pelouse du château de Creullet, quartier général des forces du débarquement, pour faire passer un message de De Gaulle au général Montgomery : il lui demande d'épargner les civils français lors des tirs imprécis depuis les navires.
Le 14 juin 1944, il organise la visite du général de Gaulle à Bayeux. Il participe ensuite activement à la libération de Paris.
En 1946, le colonel Passy ternit cette image en accusant Schumann de ne pas avoir osé sauter en parachute. Ce dernier, ulcéré, demanda au général de Gaulle de lui donner « un signe de sympathie ». De Gaulle lui répondit dans une lettre dont Le Canard enchaîné connut le texte et qu'il publia le 6 novembre 1946 :
- « Vous attribuez trop d'importance à l'affaire. On a vu des gens très braves au feu qui reculaient au moment de sauter en parachute. Vous avez eu tort de vous mettre en avant pour cette mission de Bretagne, car, pendant quatre ans, vous n'avez pas bougé. »
- « Quant à la lettre de Passy, voici ma façon de penser : Il vous a outragé, mais il faut reconnaître que sa fureur est explicable. Il a répondu par l'outrage à l'infamie. L'infamie c'est le fait de lui avoir refusé un jugement[13]. Infamie à laquelle votre parti a contribué activement ou passivement car le président du Conseil, le ministre des Armées et le ministre de la Justice sont tous les trois MRP jusqu'à preuve du contraire. Voilà ce qui arrive dans un régime où la justice elle-même est politique. Je souhaite qu'on mette fin à cette affaire pour l'honneur de tous ceux de la Résistance. »

## Parcours politique

### Entre démocratie-chrétienne et gaullisme

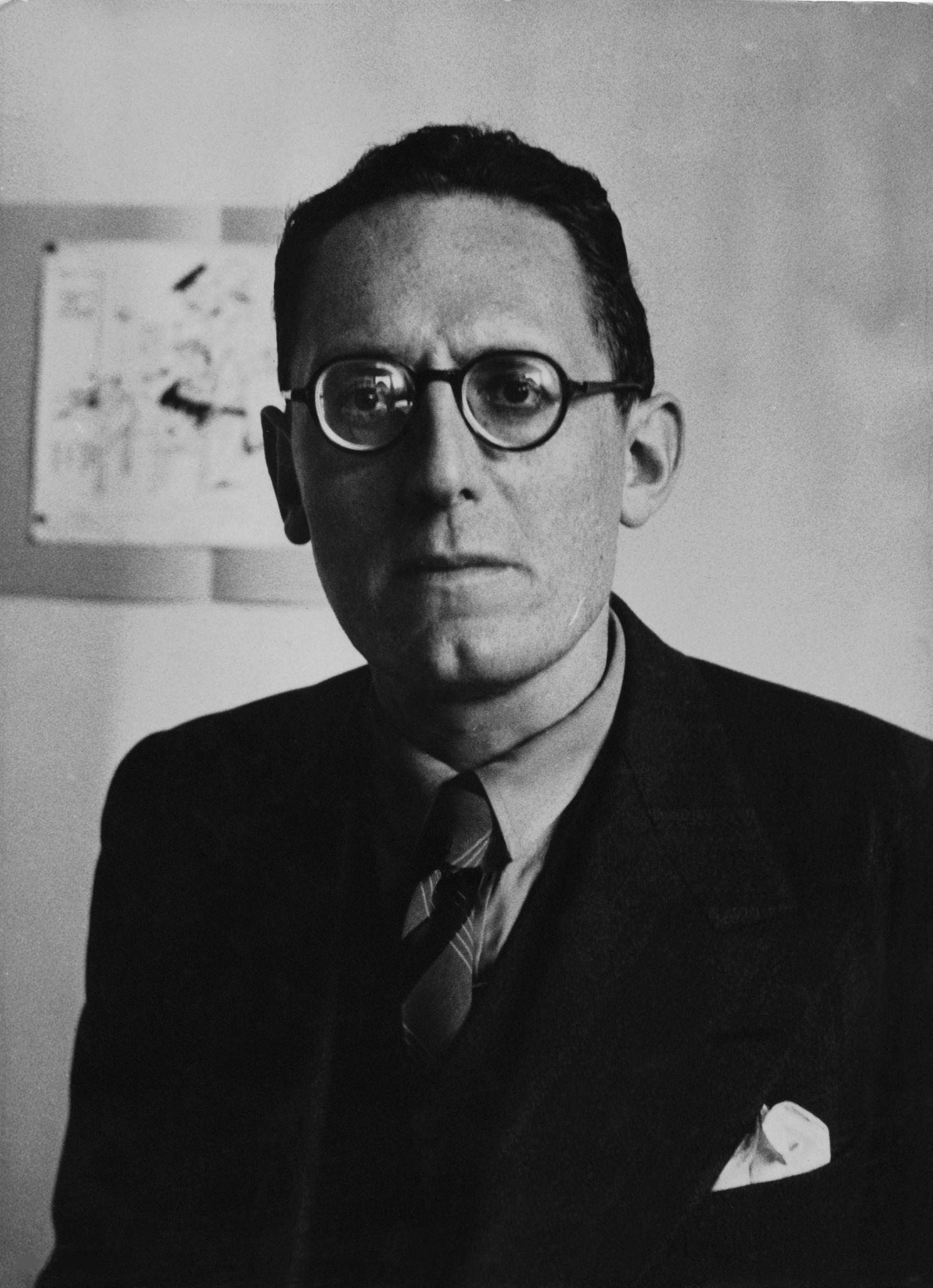
Maurice Schumann vers 1950.

Dès la guerre terminée, il reprend ses activités de journaliste et est directeur politique du quotidien L'Aube jusqu'en 1951. 
Membre fondateur en 1944 du Mouvement républicain populaire (MRP), un parti politique démocrate-chrétien, il siège à l'Assemblée consultative provisoire. Il est président du groupe parlementaire du MRP, puis président du parti de 1945 à 1949 et enfin président d'honneur dès 1949. Sollicité par Jean Catrice, dirigeant du MRP dans le Nord, pour prendre la tête du mouvement aux premières élections générales à Lille, il est élu député du Nord de l'arrondissement de Lille en 1945, puis sera réélu jusqu'aux élections de 1973, d'abord sous l'étiquette MRP, puis UDR après la dissolution du MRP en 1967. Il a été de 1957 à 1967, président de la Commission des Affaires étrangères de l’Assemblée nationale. Il était un ami proche d'Henri Sacquet, président de la fédération internationale des rédacteurs en chef avec qui il échangea une intense correspondance.
Battu aux élections de 1973, il devient sénateur UDR et RPR du Nord et conseiller régional du Nord-Pas-de-Calais en septembre 1974, puis vice-président du Sénat de 1977 à 1983. Il est réélu sénateur en 1983 et en 1992, et exerce également la fonction de président de la Commission des Affaires culturelles du Sénat de 1986 à 1995. Il siège jusqu'à sa mort dans la Haute Assemblée.
Au niveau local, il est conseiller municipal de Lille de 1953 à 1955, conseiller général du canton de Tourcoing-Nord en 1965 et 1966, conseiller municipal de Comines de 1971 à 1977 et conseiller régional du Nord-Pas-de-Calais élu au suffrage universel à partir de 1986 (il appartenait au conseil régional depuis 1974 au titre de sénateur). En 1977, il est sur la liste de son ami Norbert Ségard qui échoue dans la conquête de la mairie de Lille contre Pierre Mauroy.

### Ministre de laIVeet de laVeRépublique
Il a exercé plusieurs fonctions ministérielles : secrétaire d’État aux Affaires étrangères dans les cabinets Pleven, Faure, Pinay, Mayer et Laniel de 1951 à 1954. Avec la Ve République, il devient ministre de l’Aménagement du territoire de Georges Pompidou en avril 1962 mais il quitte le gouvernement dès le mois suivant, après la conférence de presse du général de Gaulle sur l’Europe, avec les autres ministres MRP, demeurant toutefois dans la majorité. Il est ensuite ministre d’État chargé de la Recherche scientifique et des questions atomiques de Georges Pompidou (1967-1968), ministre d’État chargé des Affaires sociales de Maurice Couve de Murville (1968-1969), où il était fier d'avoir été le seul ministre chargé de la famille de son époque à ne pas avoir fait baisser les allocations familiales[réf. souhaitée].

### Ministre des Affaires étrangères de Pompidou
Le poste de ministre des Affaires étrangères est le dernier de sa carrière gouvernementale. Il est chef de la diplomatie française de 1969 à 1973 dans les gouvernements de Jacques Chaban-Delmas et de Pierre Messmer. Chaban-Delmas lui annonce en ces termes sa nomination : « Il nous faut à la fois assurer la continuité du gaullisme et donner un nouveau départ à l'Europe. Tu es notre homme. » Pendant son passage au Quai d'Orsay, le Royaume-Uni entre dans la Communauté économique européenne (Europe des Neuf). Il se rend en Chine et Mao lui dit : « Vous direz aux maoïstes français qu'ils veuillent bien me lire avant de m'invoquer ! » Aux côtés de Pompidou, il assiste au lancement d'une fusée à Baïkonour. Il renoue aussi avec l'Algérie lors d'une visite au président Boumédiène. Auprès du président américain Nixon, il plaide pour une Europe européenne[réf. souhaitée].
Il quitte le Quai d'Orsay après son échec aux élections législatives de 1973.
Maurice Schumann, « le plus européen des gaullistes et le plus gaulliste des Européens », s'oppose au traité de Maastricht en 1992, puis fonde l'Alliance pour la souveraineté de la France.[réf. souhaitée]

## Vie spirituelle et culturelle

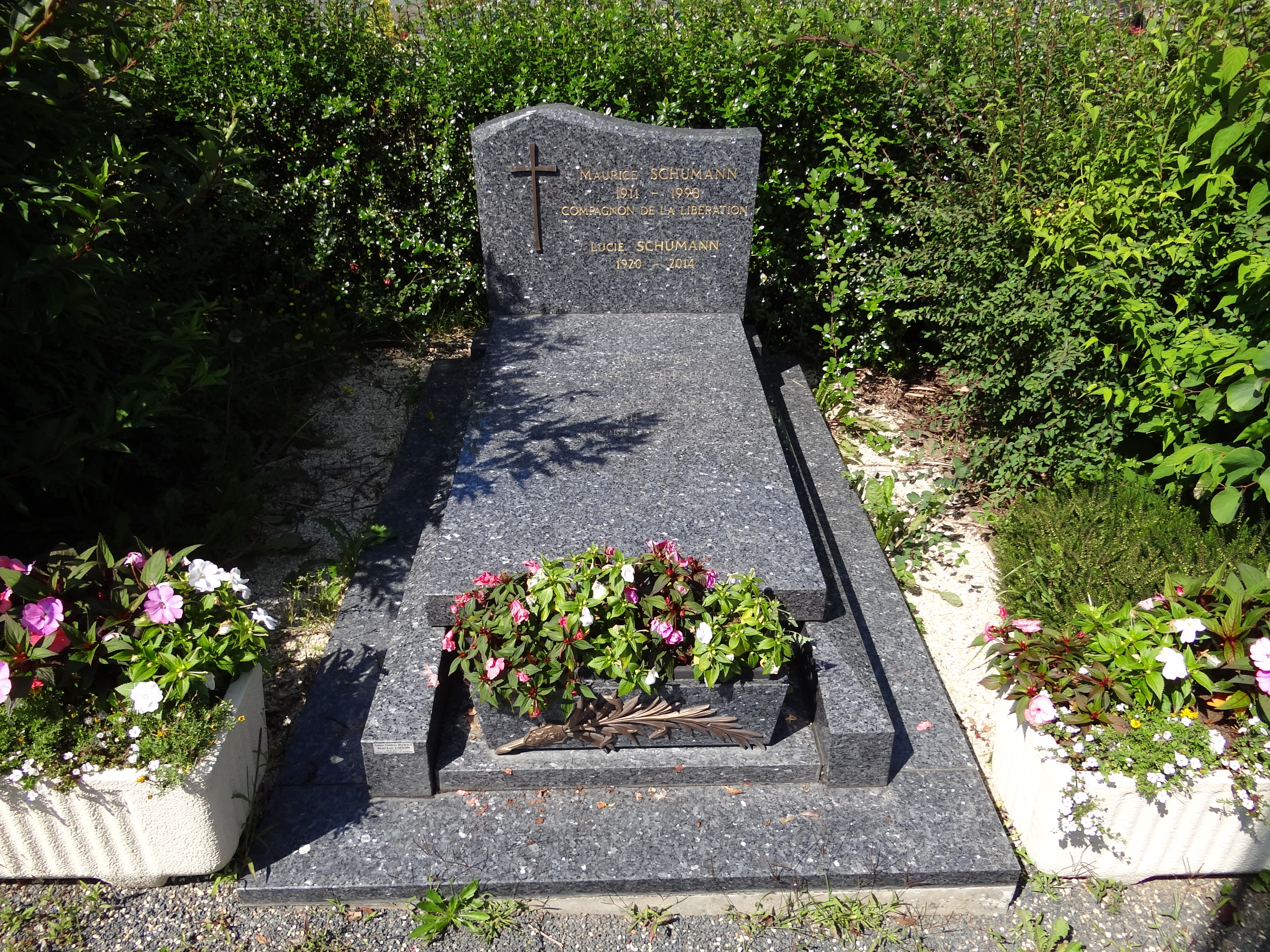
La tombe de Maurice Schumann au nouveau cimetière d'Asnelles (Calvados).

Au terme d'une longue évolution qui remonte à l'enfance, et qui s'est approfondie à la lecture d'auteurs tels que  Henri Bergson et Jacques Maritain, Maurice Schumann a fini par demander et recevoir le baptême à Birmingham en 1942, au sein de l’Église catholique. C'est ce qui explique notamment son engagement politique ultérieur, à la tête à la fois d'un journal et d'un parti d'inspiration tous deux d'inspiration clairement catholique, bien qu'ouverts à d'autres sensibilités partageant les mêmes valeurs politiques et sociales.
Maurice Schumann fera la préface du livre l'histoire du groupe Guy Mocquet et viendra honorer par sa présence le groupe en septembre 1973 à Larnod.
Maurice Schumann est élu à l’Académie française le 7 mars 1974 au 13e fauteuil, après la mort de Wladimir d'Ormesson. Il est également professeur associé à la Faculté Libre des Lettres et Sciences humaines de Lille, président de l'Association des écrivains catholiques de langue française, qui décerne le Grand Prix catholique de littérature, et président du Collège des conservateurs du domaine de Chantilly.
Il est aussi passionné de bridge. Omar Sharif raconte dans son livre le tournoi qu'ils avaient joué ensemble.
A sa mort en 1998, il est enterré à Asnelles en Normandie, près de la plage où il débarqua en 1944.

## Récapitulatif de ses mandats

### Fonctions gouvernementales
- Secrétaire d'État aux Affaires étrangères du gouvernement René Pleven (2) (du 11 août 1951 au 20 janvier 1952)
- Secrétaire d'État aux Affaires étrangères du gouvernement Edgar Faure (1) (du 20 janvier au 8 mars 1952)
- Secrétaire d'État aux Affaires étrangères du gouvernement Antoine Pinay (du 14 mars 1952 au 8 janvier 1953)
- Secrétaire d'État aux Affaires étrangères du gouvernement René Mayer (du 10 janvier au 28 juin 1953)
- Secrétaire d'État aux Affaires étrangères des gouvernements Joseph Laniel (du 2 juillet 1953 au 18 juin 1954)
- Ministre délégué auprès du Premier ministre, pour l'Aménagement du territoire du gouvernement Georges Pompidou (1) (du 14 avril au 16 mai 1962)
- Ministre d'État, chargé de la Recherche scientifique et des Questions atomiques et spatiales du gouvernement Georges Pompidou (4) (du 6 avril 1967 au 31 mai 1968)
- Ministre d'État, chargé des Affaires sociales du gouvernement Georges Pompidou (4) (du 31 mai au 10 juillet 1968)
- Ministre d'État, chargé des Affaires sociales du gouvernement Maurice Couve de Murville (du 12 juillet 1968 au 20 juin 1969)
- Ministre des Affaires étrangères du gouvernement Jacques Chaban-Delmas (du 22 juin 1969 au 6 juillet 1972)
- Ministre des Affaires étrangères du gouvernement Pierre Messmer (1) (du 6 juillet 1972 au 15 mars 1973)

### Autres fonctions et mandats
- Président de parti, le Mouvement républicain populaire de 1945 à 1949.
- Député du Nord de 1945 à 1973.
- Conseiller municipal de Lille de 1953 à 1955.
- Conseiller général du canton de Tourcoing-Nord en 1965 et 1966.
- Conseiller municipal de Comines de 1971 à 1977.
- Sénateur du Nord de 1974 à 1998.
- Conseiller régional du Nord-Pas-de-Calais[7].
- Académicien, élu au 13e Fauteuil, en 1974.
- Président de la Fondation de France en 1973-1974.
- Président de l'Association des écrivains catholiques.
- Membre d'honneur de l'association du musée du 5 juin 1944 à Tourcoing.
- Président du Haut comité français pour la Défense civile (HCFDC), devenu Résilience France - Haut comité français pour la Résilience nationale[18]

## Publications
- Les Problèmes ukrainiens et la Paix européenne, Jouve et Cie, 1939.
- Paris d'hier et aujourd'hui, Hachette, 1942.
- Honneur et Patrie, Éditions du livre français, 1946.
- Le Vrai Malaise des intellectuels, Plon, 1957.
- Le Rendez-vous avec quelqu'un, Julliard, 1962.
- La Voix du couvre-feu : cent allocutions de celui qui fut le porte-parole du Général de Gaulle, 1940-1944, Plon, 1964.
- La France et ses alliés : où en sommes-nous?, Imprimerie moderne de la presse, 1966.
- Les Flots roulant au loin, Julliard, 1973.
- La Mort née de leur propre vie : Péguy, Simone Weil, Gandhi, Fayard, 1974.
- La Communication, Julliard, 1974.
- Angoisse et Certitude : de la mort, de la vie, de la liberté, Flammarion, 1978 – Grand Prix catholique de littérature
- Un certain 18 juin, Plon, 1980 – Prix Aujourd'hui
- Le Concerto en ut majeur (roman), Plon, 1982.
- Recueil général des traités de la France : 1919-1928, La Documentation française, 1984.
- Une grande imprudence, Flammarion, 1986.
- La Victoire et la Nuit, (récits), Julliard, 1989.
- Meurtre en ut majeur (roman), François Bourin, 1993.
- Bergson ou le Retour de Dieu, Flammarion, 1995.

### Sous le pseudonyme d'André Sidobre
- Le Germanisme en marche, Le Cerf, 1938.
- Benito Mussolini, Le Cerf, 1939.

## Décorations[5]
- Chevalier de la Légion d'honneur
- Compagnon de la Libération
- Croix de guerre 1939-1945
- Grand officier de l'ordre de Léopold (Belgique)[9]

## Dans la fiction
Dans la mini-série De Gaulle, l'éclat et le secret (2020), son rôle est interprété par Saverio Maligno puis par Olivier Claverie.

### Ouvrages
- Bruno Béthouart (dir.), Francis Delannoy (dir.) et Thibault Tellier (dir.), Maurice Schumann, Tourcoing / Lille, Société historique de Tourcoing et du pays de Ferrain / IRHIS, Institut de recherches historiques du Septentrion : CEGES, Centre de gestion de l'édition scientifique, Université Charles-de-Gaulle-Lille 3, coll. « Histoire de l'Europe du Nord-Ouest » (no 41), 2009, 125 p. (ISBN 978-2-905637-57-4, lire en ligne).
- Christiane Rimbaud, Maurice Schumann : sa voix, son visage, Paris, Odile Jacob, 2000, 288 p. (ISBN 2-7381-0763-X, présentation en ligne).

### Articles
- Schumann et Asnelles : la belle histoire, article d'Arnaud Wajdzik publié dans Ouest-France le 11 février 1998
- Un livre pour retracer le parcours normand de Maurice Schumann. Publié dans Ouest-France le 3 février 2023.